# Certaldo
Certaldo je mesto in občina v Toskani v Italiji, v metropolitanskem mestu Firence, sredi dolne Val d' Elsa. Od Firenške stolnice je približno 35 kilometrov jugozahodno.
Z železnico je 50 minut vožnje, z avtomobilom jugozahodno od Firenc pa 35 minut vožnje, severno od Siene pa 40 minut vožnje z vlakom.
V njem je živela družina Giovannija Boccaccia, avtorja knjige Dekameron. Umrl je na svojem domu v mestu in bil tu pokopan leta 1375. V Certaldu se je rodil tudi  igralec Ernesto Calindri (5. februar 1909 – 9. junij 1999).

## Geografija
Mesto Certaldo je razdeljeno na zgornji in spodnji del. Spodnji del se imenuje Certaldo Basso, medtem ko se srednjeveški zgornji del imenuje Certaldo Alto. Certaldo Alto ima omejen dostop za vozila, samo za prebivalce. Obiskovalci lahko parkirajo zunaj obzidja ali v spodnjem delu in se z vzpenjačo (italijansko Funicolare di Certaldo) odpravijo v Certaldo Alto.

## Zgodovina

### Etruščansko-rimsko obdobje
Certaldo ima etruščansko-rimski izvor, kar kažejo številne arheološke najdbe, razpršene po celotnem mestnem ozemlju, vključno s keramiko, posodami in etruščanskimi grobnicami, nekatere so našli šele pred kratkim. Izvor Etruščanov je bil odkrit predvsem zaradi toponimije nekaterih krajev in potokov, na primer Agliene in reke Elsa (ki teče v bližini Certalda) ter nanosov živil v hribih. V Certaldu sta dva hriba, kjer so našli etruščanske grobnice, Poggio del Boccaccio in Poggio alle Fate. Tam je bila tudi nekropola. Vse najdbe etruščansko-rimskega izvora so danes v pritličju palače Pretorio, v srednjeveškem delu mesta.

## Znamenitosti v Certaldo Alto
- Hiša Giovannija Boccaccia na ulici Via Boccaccio, glavni ulici v Certaldo Alto, je bila obnovljena leta 1823 in opremljena s starim pohištvom; med drugo svetovno vojno je bila poškodovana zaradi bombardiranja, a je bila po vojni hitro obnovljena. V njej so freske Pietra Benvenutija iz leta 1826.
- Palazzo Pretorio na vrhu ulice Via Boccaccio sega v 12. stoletje in je bila razširjena v 15. in 16. stoletju. Bila je rezidenca florentinskih guvernerjev, nedavno obnovljena v prvotno stanje, ima slikovito pročelje, okrašeno s keramičnimi grbi, v notranjosti pa so različne freske iz 13. do 16. stoletja.
- V nekdanji cerkvi sv. Jakoba in Filipa (približno 12. stoletje) so grobnice Boccaccia in svete Julije Certaldske; v prizidku je romanski samostan in samostan avguštinskega reda iz 14. stoletja, v katerem je od leta 2001 Museo di Arte Sacra (Muzej sakralne umetnosti)[4].
- V nekdanji cerkvi sv. Tomaža in Prosperja iz začetka 13. stoletja ob palači Pretorio je tabernakelj Benozza Gozzolija iz 15. stoletja.
- Palazzo Stiozzi Ridolfi na ulici Via Boccaccio je iz 14. stoletja.
- Chiesa di Santa Maria, cerkev iz 14. in 15. stoletja v okrožju Bagnano, ima delo Trittico della Madonna con Bambino, San Pietro e San Romolo (izdelano okoli 1315/1320, zdaj je v Museo di Arte Sacra v Certaldu) avtorja Ugolino di Nerio

## Mestna vrata
Vsa tri mestna vrata, Porta al Sole, Porta al Rivellino in Porto Alberti, so ohranjena iz mestnih utrdb in tako kot mestno obzidje izvirajo iz 14. stoletja. Porta al Sole so bila srednjeveška glavna vrata in imajo grb Medičejcev, mestnih gospodov v času, ko so bile zgrajene utrdbe. Ime Porta del Sol (Sončna vrata) izvira iz njegove južne lege. Tako kot Porta Rivellino so tudi ta povezana s cesto Via Francigena preko ceste Costa Vecchia na jugozahodu; pozneje je bila vzporedno zgrajena tudi modernejša Via del Castello. Mestna vrata Porta Alberti so bila jugovzhodni vhod na Francigeno, ki so jo dosegli po cesti Costa Alberti. Vspenjača, ki vodi do Certaldo Basso, se nahaja na naslovu Porta Alberti.
- Porta Alberti
- Porta Rivellino (proti San Gimignanu)
- Porta al Sole, glavna vrata v srednjem veku

## Pobratena mesta
- Neuruppin, Nemčija
- Kanra, Gunma, Japonska
- Canterbury, Združeno kraljestvo